# Ciprião de Figueiredo e Vasconcelos
Ciprião de Figueiredo de Lemos e Vasconcelos (Alcochete, 155? — Lagny-sur-Marne, 1606), 1.º e único conde da vila de São Sebastião  (por D. António I de Portugal), por vezes designado por Ciprião de Figueiredo Vasconcelos, distinguiu-se como corregedor dos Açores durante a crise de sucessão de 1580, tendo governado o arquipélago durante o período conturbado que se seguiu à aclamação nas ilhas de D. António, Prior do Crato como rei de Portugal. A ele se deve a fortificação e organização da defesa da ilha Terceira que levou à vitória na Batalha da Salga.

## Biografia
Era filho de Sebastião Gomes de Figueiredo, natural de Trancoso, e de Antónia Fernandes de Vasconcelos, filha natural do arcebispo de Lisboa D. Fernando de Meneses Coutinho e Vasconcelos. Por este lado descendia dos Meneses da rainha Leonor Teles.
Doutor em Direito Canónico, em 1578 foi nomeado pelo rei D. Sebastião para o cargo de corregedor dos Açores.
No exercício das funções de corregedor manteve graves dissidências com o bispo de Angra, D. Pedro de Castilho, sobre questões de repartição de competências entre a jurisdição civil e eclesiástica resultantes da aplicação das normas do Concílio de Trento que naquela época foram transpostas como leis do Reino de Portugal. Desse conflito resultou a partida do bispo para Ponta Delgada, cidade onde de facto estabeleceu a sede da governação diocesana.
A dissidência entre Ciprião de Figueiredo e o bispo D. Pedro de Castilho agudizou-se a partir de 1580, quando em consequência da aclamação de D. António Prior do Crato como rei de Portugal em Angra, o corregedor assumiu a liderança do partido antonino e o bispo, em Ponta Delgada, a chefia do partido favorável à Casa de Áustria.
D. António nomeou Ciprião de Figueiredo para o cargo de governador dos Açores, mas este nunca conseguiu estender a sua autoridade às ilhas de São Miguel e de Santa Maria, tendo a Câmara de Ponta Delgada, instigada pelo bispo, aclamado Filipe II como rei de Portugal. Esta dissensão, e consequente divisão do arquipélago, mereceu violenta crítica de Ciprião de Figueiredo, que em carta dirigida à Câmara de Ponta Delgada afirma que «uma mulher mesmo pouco séria não se entrega sem ser requestada», em alusão à atitude da Câmara.
Apesar das difíceis circunstâncias que se viviam na ilha Terceira, o governo de Ciprião de Figueiredo foi brando e moderado, tentando obter consensos e não alienar a população da cidade de Angra. Tendo tomado medidas enérgicas para conter a conspiração liderada por João de Bettencourt, que instigado pelos jesuítas do Colégio de Angra tinha tentado aclamar D. Filipe em Angra, que incluíram a sua condenação à morte após julgamento na Relação de Angra, a que Ciprião de Figueiredo presidia, protelou e nunca executou essa sentença e tentou evitar medidas punitivas que extremassem a relação entre os partidos. Tendo afastado os partidários filipinos dos cargos públicos pela alteração das leis, concentrou a sua acção na organização da defesa e na preparação da resistência à previsível tentativa de invasão da ilha.
A primeira tentativa de invasão ocorreu a 26 de Julho de 1581, quando forças afectas a Filipe I de Portugal (Filipe II de Espanha) atacaram o lugar da Salga, no litoral da vila de São Sebastião, na costa leste da Terceira. O combate que se seguiu, conhecido como a Batalha da Salga, deu a vitória às tropas milicianas organizadas pelo governador, que também era capitão-mor da ilha. Esta vitória. devida à organização e energia de Ciprião de Figueiredo, deu novo alento à resistência terceirense e à causa de D. António, especialmente porque criou a credibilidade necessária para que a diplomacia antonina fosse atendida nas cortes francesa e inglesa.
Contra a opinião de Ciprião de Figueiredo, que sempre se opôs à vinda de tropas estrangeiras para a Terceira, considerando-as desnecessárias e contraproducentes, D. António conseguiu instalar na ilha um importante contingente de forças francesas, comandadas por Aymar de Clermont de Chaste, o comendador de Chaste. Apesar disso, organizou as ordenanças e intensificou a construção de novas fortalezas dentro do plano de defesa da ilha que fora aprovado em 1567, pretendendo resistir até que se decidisse a contenda internacional.
Apesar do seu desempenho e da vitória na Salga, em finais de 1581, em resultado de uma manifestação dos seus opositores de que pretendiam uma política mais enérgica, D. António resolveu substituir Ciprião de Figueiredo por Manuel da Silva Coutinho, por ele elevado a conde de Torres Vedras.
Em consequência dessa decisão do Prior do Crato, em fevereiro de 1582 Ciprião de Figueiredo entregou a governação da Terceira a Manuel da Silva, sendo compensado por D. António com o título de conde de São Sebastião, vila próxima do local onde no ano anterior se travara a Batalha da Salga. O seu substituto pretendeu nomeá-lo almirante de uma esquadra para a conquista de Cabo Verde, mas Ciprião de Figueiredo declinou por desconfiar que simplesmente se pretendia afastá-lo do centro das decisões.
Após o desastre sofrido na Batalha Naval de Vila Franca, travada a sul da ilha de São Miguel em 26 de Julho de 1582, D. António, que se refugiara na Terceira, levou Ciprião de Figueiredo para França. Exilado em França, como o próprio D. António, em 1601 fez uma viagem a Itália. Terá gozada da estima do rei Henrique IV de França e de Fernando I, grão-duque da Toscânia.
Foi a sua frase Antes morrer livres que em paz sujeitos que passou a ser a divisa dos Açores, é retirada de uma carta escrita a 13 de fevereiro de 1582 por Ciprião de Figueiredo, no cargo de corregedor dos Açores, a Filipe II de Espanha. Naquela missiva recusava a sujeição da ilha Terceira em troca de mercês várias, afirmando: "... As couzas que padecem os moradores desse afligido reyno, bastarão para vos desenganar que os que estão fora desse pezado jugo, quererião antes morrer livres, que em paz sujeitos. Nem eu darei aos moradores desta ilha outro conselho... porque um morrer bem é viver perpetuamente...".
D. António em prémio da fidelidade do corregedor, quando o chamou a Paris, agraciou-o com o título de conde da Vila de São Sebastião, localidade em cujos arrabaldes se travou a referida Batalha da Salga.
Era irmão de Duarte de Figueiredo e Vasconcelos, que possuía o prazo de Veloso que lhe dera o avô sendo bispo de Lamego. Esse prazo foi aumentado, porque ele serviu antes Filipe II de Espanha. Quando da Restauração da Independência, João IV de Portugal não tirou também aos Figueiredos os seus direitos em favor de outros que o aclamaram; um filho daquele Duarte serviu D. João IV, como seu pai servira D. Filipe II.
Alguns autores apontam como local de falecimento a vila de Les Fontaines, nos arredores de Paris.
Madame de Saintonge registou no seu célebre livro "Histoire secrète de Dom Antoine Roy de Portugal, tirée des mémoires de Dom Gomes Vasconcellos de Figueiredo" (Paris, 1696), uma pouco menos de fantástica genealogia de seu tio-avô Ciprião de Figueiredo e Vasconcelos.

## Homenagens
É o patrono do Regimento de Guarnição n.º 1, aquartelado na Fortaleza de São João Baptista do Monte Brasil, em Angra do Heroísmo.
Durante muitos anos a Escola Preparatória de Angra do Heroísmo teve Ciprião de Figueiredo como patrono, sendo o nome hoje perpetuado numa rua daquela cidade. Também Alcochete, sua terra natal, lhe dedica uma das suas principais artérias.
A companhia aérea Azores Airlines baptizou o seu primeiro Airbus A330 com o nome "Ciprião de Figueiredo".